# 周元勲
周元勲，遼東全州衛人，是一名清朝政治人物。荫生出身。
周元勲曾于康熙四十三年接替顾焯任福州府知府一职，康熙四十七年由石曰琮接任。